# Els aprenents
Els aprenents (títol original: Les Apprentis) és una pel·lícula francesa dirigida per Pierre Salvadori, estrenada l'any 1995. Ha estat doblada al català.

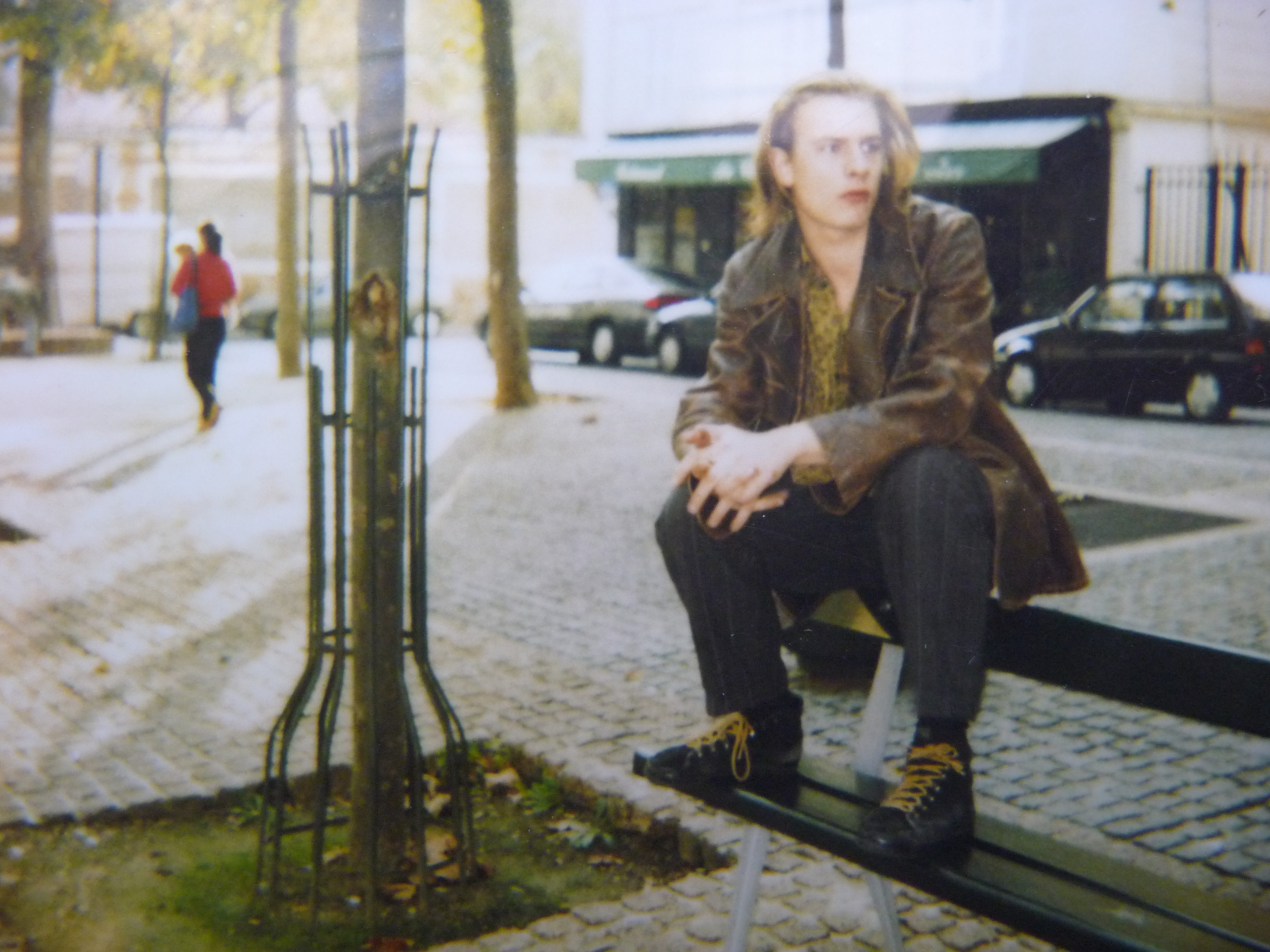
Guillaume Depardieu en el rodatge del film.

## Argument
Feines minables en atracaments desastrosos, experiències eròtiques èpiques i desil·lusions amoroses, Antoine i Fred fan l'aprenentatge de vegades dolorós d'un dia a dia on l'amor, l'amistat, o la simple proximitat de l'altre són les més boniques de les riqueses.

## Repartiment
- François Cluzet: Antoine
- Guillaume Depardieu: Fred
- Judith Henry: Sylvie
- Clara Laroche: Agnès
- Philippe Girard: Nicolas
- Bernard Yerlès: Patrick
- Casa Trintignant: Lorette
- Jonathan Chiche: el jove lladre
- Serge Riaboukine: el professor de teatre
- Blandine Pélissier: la jove dona de l'agència immobiliària
- Zinedine Soualem: el criat
- Michel Lebret: el farmacèutic

## Rebuda
- César a la millor esperança masculina per Guillaume Depardieu el 1996
- Nominació al César al millor actor per François Cluzet en la cerimònia dels Césars 1996
- Crítica "Suaument divertida"[3]